# ماهی‌خورک رودخانه‌ای
ماهی‌خورک رودخانه‌ای (به انگلیسی: River kingfisher) یا ماهی‌خورک‌های کوتوله، زیرخانواده ماهی‌خورکیان رودخانه‌ای (Alcedininae)، یکی از سه زیرخانواده ماخی‌خورکان هستند. ماهی‌خورکیان رودخانه‌ای در آفریقا و شرق و جنوب آسیا تا استرالیا پراکنده هستند، با یک گونه، ماهی‌خورک معمولی (Alcedo atthis) نیز در اروپا و شمال آسیا یافت می‌شود. این گروه شامل بسیاری از ماهی‌خورک‌ها است که در واقع برای ماهی شیرجه می‌زنند. گمان می‌رود که خاستگاه این زیرخانواده در آسیا بوده‌است.
این‌ها پرنده‌های درخشان و جمع و جور با دم کوتاه، سرهای بزرگ و منقارهای بلند هستند. آنها از حشرات یا ماهی‌ها تغذیه می‌کنند و در یک گودال خودکَنده تخم‌های سفید می‌گذارند. هر دو بالغ تخم‌ها را جوجه‌کشی می‌کنند و به جوجه‌ها غذا می‌دهند.

## آرایه‌شناسی
|  | Ispidina    |
|  |             |
|  | Corythornis |
|  |             |

|  | Alcedo |
|  |        |
|  | Ceyx   |
|  |        |

|  | Ispidina    |
|  |             |
|  | Corythornis |
|  |             |

|  | Alcedo |
|  |        |
|  | Ceyx   |
|  |        |

|  | Ispidina    |
|  |             |
|  | Corythornis |
|  |             |

|  | Alcedo |
|  |        |
|  | Ceyx   |
|  |        |

|  | Ispidina    |
|  |             |
|  | Corythornis |
|  |             |

|  | Alcedo |
|  |        |
|  | Ceyx   |
|  |        |

یک مطالعه تبارزایی مولکولی روی ماهی‌خورک‌های رودخانه‌ای که در سال ۲۰۰۷ منتشر شد، نشان داد که سرده‌هایی که در آن زمان تعریف شد، گروه‌های تک‌تبار را تشکیل نمی‌دهند. گونه‌ها متعاقباً به چهار یرده تک‌تبار بازآرایی شدند. یک کلاد دارای چهار گونه در سردهٔ احیاشدهٔ Corythornis قرار داده شد و پنج گونه (ماهی‌خورک لاجوردی، ماهی‌خورک کوچک، ماهی‌خورک بیسمارک، ماهی‌خورک سیمین و ماهی‌خورک نوارنیلی) از Alcedo به Ceyx منتقل شدند.

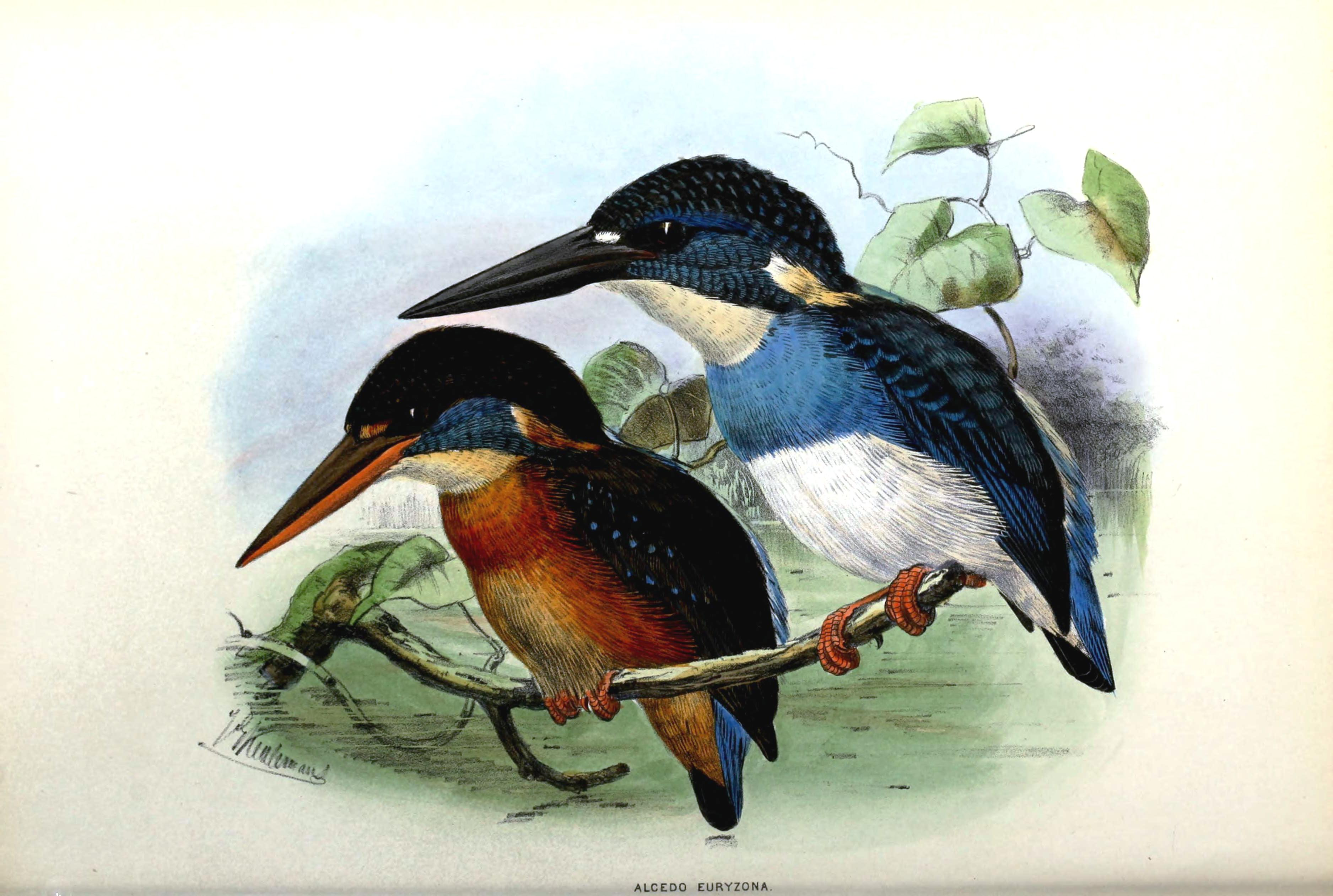
ماهی‌خورک نوارآبی

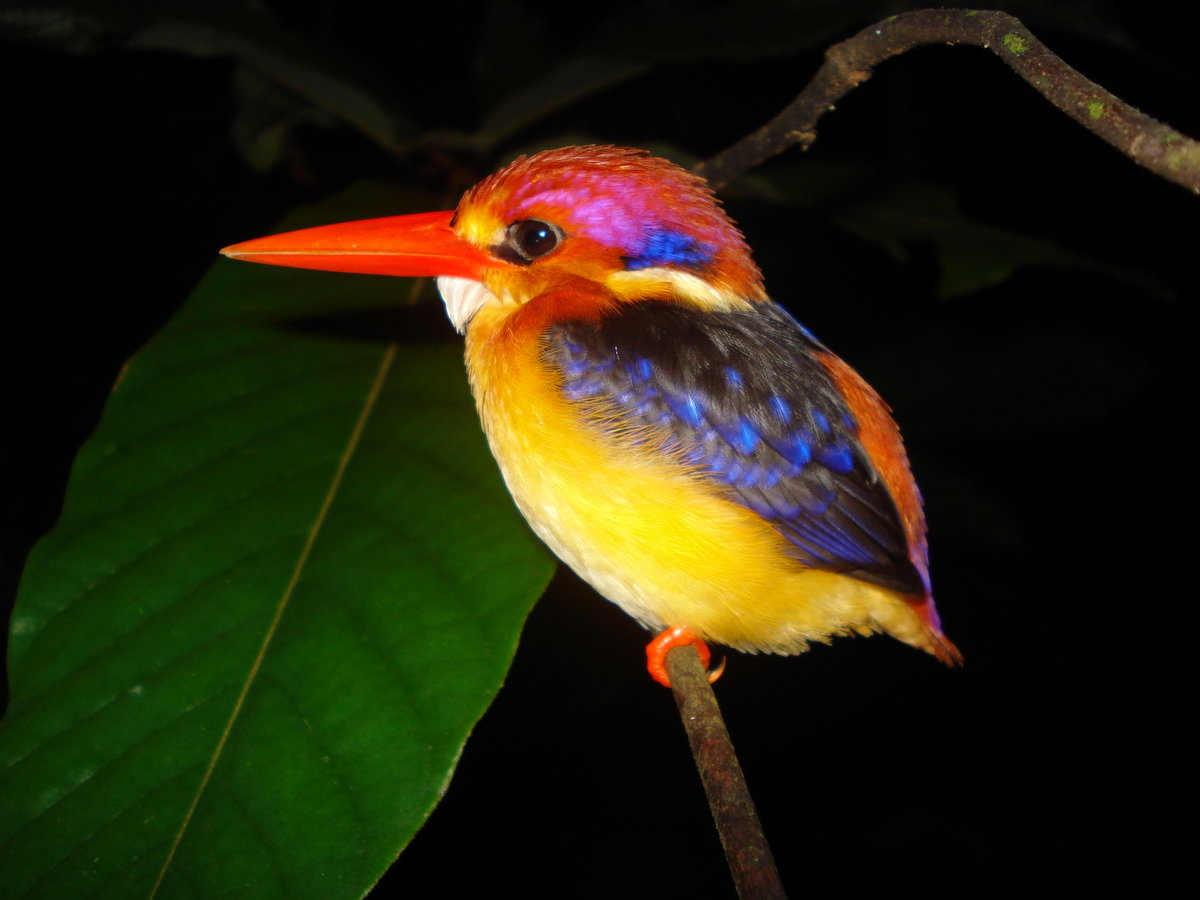
ماهی‌خورک کوتوله خاوری

بهمه به جز یکی از ماهی‌خورک‌ها در سردهٔ Ceyx بازسازی‌شده، دارای سه انگشت به جای چهار انگشت معمولی هستند. استثناء ماهی‌خورک کوتوله سولاوسی است که انگشت چهارم پا را حفظ می‌کند.
این زیرخانواده دارای ۳۵ گونه است که به چهار سرده تقسیم می‌شوند. ماهی‌خورک کوتوله آفریقایی گاهی در سردهٔ تک‌نماد Myioceyx قرار می‌گیرد و گاهی با ماهی‌خورک کوتوله در Ispidina. تجزیه و تحلیل مولکولی نشان می‌دهد که ماهی‌خورک کوتوله ماداگاسکار بیشترین ارتباط را با ماهی‌خورک مالاشیت دارد.

## پراکندگی و زیستگاه
یشتر آلسدینیدها در آب و هوای گرم آفریقا و جنوب و جنوب شرق آسیا یافت می‌شوند. سه گونه به استرالیا می‌رسد، اما تنها ماهیo,v; معمولی در بیشتر اروپا و آسیای معتدل یافت می‌شود. هیچ عضوی از این خانواده در قاره آمریکا یافت نمی‌شود، اگرچه اعتقاد بر این است که ماهی‌خورک سبز آمریکایی از درخت آلسدینید گرفته شده‌اند. گمان می‌رود که خاستگاه این خانواده در جنوب آسیا بوده‌است که هنوز هم بیشترین گونه‌ها را دارد. 
گونه‌های Ceyx و Ispidina عمدتاً پرندگان جنگل‌های بارانی نمناک یا جنگل‌های دیگر هستند و لزوماً با آب مرتبط نیستند. ماهی‌خورک‌های Alcedo معمولاً با آب شیرین مرتبط هستند، اغلب در زیستگاه‌های باز، اگرچه برخی از آنها عمدتاً پرندگان جنگلی هستند. 